# Burkhani-Hagigat
Burkhani-haguigat est un magazine littéraire, historique, scientifique et technique.
C'est la première publication, publiée à Erevan en azerbaïdjanais après la parution du magazine Lek-Lek, également publiée en Azerbaïdjan en 1914. Burkhani-haguigat a été publié à Erevan du 1er janvier au 29 juin 1917.
Le magazine est imprimé deux fois par mois sur 8 pages. 9 numéros au total ont été publiés. Dans le magazine, les articles sur les questions politiques sont les plus importants, mais des articles sur l’économie domestique, la famille et la parentalité ont également été publiés,,.

## Étymologie
En arabe, burkhan signifie argument, évidence, raison ; haguigat est un mot turc qui signifie vérité.

## Publication
Le 1er janvier 1917, le premier numéro du magazine Burkhani-Haguigat a été publié dans la publication Luys sous la direction du journaliste Ali Makhzun et de la maison d'édition du représentant de Erevan, Hasan Mirzazade Aliyev.

## Auteurs du magazine
Les auteurs du magazine sont Djabbar Askerzadé, Mirza Djabbar Mammadov, Rahim Nadji, Vahid Mouganli, Tahvil Irevani, ainsi que la poétesse Chohrat, Nigar khanim, Sariya khanim, Abdoulhagh Mehrinis, Fatma Mufida, Ramziya,.